# Pulaski megye (Virginia)
Pulaski megye az Amerikai Egyesült Államokban, azon belül Virginia államban található. Megyeszékhelye és legnagyobb városa Pulaski. Lakosainak száma 33 800 fő (2020. április 1.). Pulaski megye Giles, Carroll, Bland, Montgomery, Radford, Floyd és Wythe megyékkel határos.

## Népesség
A megye népességének változása:
| Lakosok száma | 34 835 | 34 748 | 34 761 | 34 507 | 34 332 | 33 800 |
|               | 2010   | 2011   | 2012   | 2013   | 2015   | 2020   |